# Olivella (kommun)
Olivella är en kommun i Spanien.   Den ligger i provinsen Província de Barcelona och regionen Katalonien, i den östra delen av landet, 500 km öster om huvudstaden Madrid. Antalet invånare är 3 678. Arean är 39 kvadratkilometer. Olivella gränsar till Sitges, Sant Pere de Ribes, Avinyonet del Penedès, Begues, Canyelles och Olèrdola. 
Terrängen i Olivella är platt åt nordväst, men åt sydost är den kuperad.